# Casa Vayreda (Olot)
La Casa Vayreda és una obra d'Olot (Garrotxa) protegida com a bé cultural d'interès local.

## Descripció
És un edifici de planta rectangular, de planta baixa i dos pisos. La façana principal, totalment simètrica, té tres cossos: un central i dues torres que donen lloc a les altres façanes.
A la part inferior del cos central es pot veure la porta d'entrada amb un arc de mig punt dovellat. Sobre aquesta hi ha una tribuna amb cinc arcs de mig punt coberts de vidres i amb decoracions als voltants d'estil neogòtic, a la part superior hi ha quatre finestres dobles. Les torres acaben amb piràmide.

## Història
És destacable la reforma i ampliació de la casa pairal dels Vayreda, Mas situat en aquell moment als afores de la vila, prop de la carretera de Santa Pau. L'ampliació afecta l'ala nord-est de la casa, actual accés principal. És molt probable que el dibuix de la reforma fos obra d'un dels artistes de la família, probablement, Marian. Està realitzada utilitzant estilemes neogòtics.